# Music & Media
Music & Media – europejski tygodnik poświęcony przemysłowi muzycznemu na terenie Europy, który ukazywał się w latach 1984–2003.

## Historia
Tygodnik zaczął się ukazywać w marcu 1984 roku jako „Eurotipsheet”, a jego wydawcą był European Media Report działający w Amsterdamie. Oprócz wiadomości na temat przemysłu muzycznego i radia, pismo publikowało ogólnoeuropejskie listy sprzedaży albumów i singli, a także listę airplay, na podstawie danych pochodzących z wybranych krajów Europy. Rok później pismo podjęło współpracę z amerykańskim tygodnikiem „Billboard” i w kwietniu 1986 roku przekształciło się w jego siostrzaną publikację o nowej nazwie „Music & Media”. W maju 1988 roku tygodnik podpisał umowę z koncernem Coca-Cola, który przez kolejne pięć lat sponsorował listę singli. W 1993 roku redakcja czasopisma stworzyła nowe zestawienie, Border Breakers, monitorujące utwory zdobywające popularność w rozgłośniach radiowych poza krajem pochodzenia wykonawcy. Na początku 1997 roku siedzibę periodyku „Music & Media” przeniesiono z Amsterdamu do Londynu. We wrześniu 1999 roku pismo rozpoczęło publikowanie tanecznej listy przebojów, European Dance Traxx. Ostatni numer „Music & Media” ukazał się w sierpniu 2003 roku.

## Główne notowania
- European Top 100 Albums – lista najlepiej sprzedających się albumów, publikowana też pod nazwą European Hot 100 Albums
- European Hot 100 Singles – lista najlepiej sprzedających się singli, publikowana też pod nazwami European Top 100 Singles i Eurochart Hot 100 Singles
- European Radio Top 50 – lista najpopularniejszych utworów w rozgłośniach radiowych, wcześniej znana też jako European Airplay Top 50, European Airplay Top 60 i European Hit Radio Top 40
- European Dance Traxx – lista najlepiej sprzedających się i najczęściej odtwarzanych utworów w klubach